# Деколь (керамика)
Деко́ль (англ. Decal) — технология нанесения изображения на керамические или стеклянные изделия. Изображение, собственно деколь, «переводная картинка», переносится на керамику с бумажной основы, а затем фиксируется высокотемпературным обжигом. На бумажную основу изображение наносится способами шелкографии или офсетной печати.
В настоящее время технология офсетного способа изготовления деколи уже отошла, так как не достигается требуемой толщины слоя керамических красок при печати. Зато на смену этому пришли системы специальных лазерных цветных принтеров для печати деколей. Но пока сами эти принтеры очень дороги, расходные материалы - тоже, и рассчитаны только на производство деколей фарфоровой температуры обжига. На стекольную обжиговую температуру такие машины не рассчитаны.

## Этимология термина
Слово «декаль» произошло от французского «décalcomanie» декалькомания — изготовление печатных оттисков (переводных изображений) для последующего сухого переноса на какую-либо поверхность при помощи высокой температуры или давления. По-английски decal.
Интересно, что в русском употребляется обе формы слова: декаль  и вторая - деколь. Так, например, авиамоделисты используют в основном только первую, а люди, занимающиеся производством посуды, полиграфисты — обе формы.
Деколирование — процесс переноса рисунка на какую-либо поверхность (стекло, пластик, металл, дерево). Сдвижные детские картинки-«переводилки» — это именно деколь.

## Технология
Технология деколирования является одной из наиболее популярных технологий нанесения изображения на изделия из керамики, стекла, фарфора, а сама печать деколи — это сложный, трудоёмкий процесс со сложной системой предпечатной подготовки.
Кроме того, есть ещё совмещённые технологии изготовления не обжиговых деколей для нанесения на дерево, пластики и другие поверхности. Комбинируется метод шелкографии, лазерной или струйной печати. Например, такими способами изготавливаются деколи для тех кто изготавливает модели, или декорирует машины.

Первым этапом деколирования является перенос изображения с бумажной основы на керамическую поверхность. Основой выступает гуммированная бумага, покрытая желатиновым или декстриновым слоем для лучшего отделения изображения. Изображение на декольной бумаге создается методом шелкографии или печатью на керамическом принтере. На бумаге формируется изображение, которое впоследствии лакируется коллоидным декольным лаком и переносится на керамику (или эмаль) как переводная картинка. После обжига в муфельной печи керамическая краска впекается в поверхность глазури, обеспечивая долговечную фотокерамику.
При деколировании используется специальный тип красок, включающий в себя композицию органических и неорганических соединений. В процессе высокотемпературного обжига органические компоненты полностью сгорают, а неорганические красители фиксируются в верхнем слое керамической поверхности.
Краски подразделяются на фарфоровые и стекольные.
Стекольные краски подразделяются на свинцовосодержащие и безсвинцовые. Температура обжига — 530—650 °C.
Фарфоровые краски бывают трёх видов, но для деколей используются только надглазурные и подглазурные краски. Температура обжига подглазурных красок — 950—1270 °C. Надглазурные краски обжигаются, как правило, при температурах — 750—850 °C. Но температура обжига, как правило, зависит от типа глазури, типа самого фарфорового черепка и типа самой краски, которые тоже подразделяются по разным сериям.
При деколировании посуды из фарфора возможно нанесение изображения как до покрытия изделия глазурью, так и после. Изображения, полученные методом деколи, хорошо защищены от внешних факторов.

## Виды деколи
По типу нанесения может быть сдвижной и сухой. Сдвижная перед аппликацией замачивается. При нанесении изображение соскальзывает с вытягиваемой из под него подложки. В быту используется в нейл-арте (рисунки на ногтях) На производстве аппликация изображений на посуду.
Сухая (Летросет) наносится путём надавливания на подложку приклеивая изображение к объекту. По способу формирования изображения предусматривает печать изображения в зеркальном отражении Переводные картинки ранее широко распространены. Менее стойкие. Наибольшая популярность переводные буквы так называемая настольная типография от Летросет изобретение 1961 года